# Ancient Lament
Ancient Lament ist eine 2014 gegründete Funeral-Doom-Band.

## Geschichte
Ancient Lament wurde Mai 2014 von dem serbischen Musiker „Lord Doomhead“ der für Ancient Lament das Pseudonym „Borgion“ nutzt gegründet. Der mit Projekten wie Salamander Funeral und Vinterforst bekannte Multiinstrumentalist initiierte Ancient Lament mit einem abweichenden musikalischen Konzept, das sich von seinen vorherigen Projekten abheben sollte. Aus der persönlichen Faszination für Erich von Däniken, der Prä-Astronautik, urzeitlichen Außerirdischen und dem Necronomicon verband er die musikalische an Thergothon orientierte Idee mit einem inhaltlichen Konzept. Als Sänger lud er den Franzosen Hangsvart von Abysmal Growls of Despair. Diesen hatte Borgion im Forum des Webzines Doom-Metal.com online kennengelernt und die Kooperation vereinbart. Die Aufnahmen fanden getrennt voneinander statt und Demo wie Debütalbum entstanden im digitalen Austausch. Messages from the Crystals wurde 2015 über Frozen Light Records veröffentlicht und als eine gute Veröffentlichung im Genre beurteilt. Mike Liassides von Doom-Metal.com sprach der Band deutliches Potential für die Zukunft zu und bewertete das Album mit 7,5 von zehn optionalen Punkten.

## Stil
Der von Ancient Lament gespielte Musikstil wird als von dem Konzept der Prä-Astronautik geprägter Funeral Doom kategorisiert. Dabei weise die Musik über einen minimalistischen Schlagzeugeinsatz und Phasen mit Fuzz- und Drone-Elementen „eine oberflächliche Ähnlichkeit mit Until Death Overtakes Me und ähnlichen Projekten“ auf, derweil Ancient Lament einen prominenteren Einsatz der Leadgitarre nutzt. Als musikalische Einflüsse verweist „Borgion“ auf Thergothon, Esoteric und Evoken.
Mike Liassides zieht indes eine atmosphärische Parallele zu The Howling Void und Rostau. Ancient Lament verfolge einen analogen Ansatz der Vermittlung atmosphärischer Leere und Weite. Diese würde  „größtenteils durch das Gitarrenspiel erreicht, das vor einem etwas gedämpften und homogenen Hintergrund aus leisem Rauschen, Synthesizer-Klängen, gelegentlichen Chor-Einlagen sowie stattlich-minimalistischer Perkussion, gesetzt wurde.“ Den Klang ergänze Hangsvarts markantes gutturales Growling, dass trotz vorhandenen Textvortrags ebenso gut „wortlose Übung aus Tonhöhen und deren Modulation“ hätte sein können.

## Diskografie
- 2014: The Secret Code of Imhotep (Demo, Selbstverlag)
- 2015: Messages from the Crystals (Album, Frozen Light Records)